# La Cañita, Guerrero
La Cañita är en ort i Mexiko.   Den ligger i kommunen General Heliodoro Castillo och delstaten Guerrero, i den södra delen av landet, 200 km söder om huvudstaden Mexico City. La Cañita ligger 1 675 meter över havet och antalet invånare är 213.
Terrängen runt La Cañita är bergig åt sydost, men åt nordväst är den kuperad. Runt La Cañita är det ganska glesbefolkat, med 21 invånare per kvadratkilometer. Närmaste större samhälle är Tlacotepec, 1,7 km norr om La Cañita. I omgivningarna runt La Cañita växer huvudsakligen savannskog.